# Wolfgang Pauli
Wolfgang Pauli ili Wolfgang Ernst Pauli (Beč, 25. travnja 1900. – Zürich, 15. prosinca 1958.), austrijsko-švicarski matematičar i kvantni fizičar, jedan od utemeljitelja kvantne mehanike. Doktorirao (1921.) kod A. Sommerfelda na Sveučilištu u Münchenu. Nakon poslijedoktorske specijalizacije kod N. Bohra u Kopenhagenu i M. Borna u Göttingenu, otišao je 1923. na Sveučilište u Hamburgu, gdje je ostao do 1928. i objasnio (formulirao) Paulijevo načelo. Wolfgang Pauli je bio profesor na Politehničkoj visokoj školi u Zürichu (od 1928. do 1931.). Znatno je pridonio razradbi teorije spina. Uveo je matrice spina kojima je 1926. objasnio paramagnetizam i s pomoću kojih je 1927. postavio valnu jednadžbu koja uključuje član magnetskoga momenta i koja prethodi Diracovu relativističkom opisu elektrona. Godine 1930. postavio je hipotezu o postojanju neutrina, čestice bez električnog naboja i mase mirovanja, koja je 1956. pokusima potvrđena. Ratne godine (od 1940. do 1946.) proveo je u Institutu za napredna istraživanja u Princetonu, New Jersey (SAD). Godine 1946. vratio se u Zürich, odakle je sa svojim studentima pomagao oživljavanju istraživanja iz fizike u poslijeratnoj Europi. Uz zasluge za razvoj kvantne fizike i značajne radove iz područja teorije polja i matematičkih metoda u teorijskoj fizici, poznata su njegova pisma kojima je utjecao na razvoj fizike. Za otkriće načela isključenja dobio Nobelovu nagradu za fiziku (1945.). Bio je član Američke akademije umjetnosti i znanosti (od 1950.) i Kraljevskog duštva (eng. Royal Society; od 1953.). Pred kraj života svoja je iskustva, oblikovana kroz suradnju s osobnim psihologom i prijateljem C. G. Jungom, želio povezati sa svojim viđenjem fizike. Zajedno su napisali knjigu Tumačenje prirode i psiha (njem. Naturerklärung und Psyche, 1952.).

## Životopis

### Rane godine
Wolfgang Ernst Pauli rođen je u Beču 25. travnja 1900. kao sin Wolfganga Josepha Paulija (prije Wolf Pascheles) i Berte Camille Schütz. Srednje ime Ernst dobio je kao znak počasti njegovom kumu, fizičaru Ernstu Machu. Njegovi djed i baka s očeve strane bili su iz istaknutih židovskih obitelji uz Praga, no njegov se otac 1899., nedugo prije vjenčanja, preobratio s judaizma na katolicizam. Paulijevu je majku u katoličkom odgojila njezina majka, no njezin je otac, Friedrich Schütz, bio židovski pisac. Iako je Pauli odgojen kao katolik, on i njegovi roditelji su ipak napustili crkvu.
Pauli je pohađao bečki Döblinger-Gymnasium, gdje je i maturirao 1918. godine. Samo dva mjeseca nakon mature, mladi je Pauli izdao svoj pravi rad i to o Einsteinovoj općoj teoriji relativnosti. Studirao je na Sveučilištu Ludwig-Maximilians u Münchenu, gdje mu je profesor bio Arnold Sommerfeld. Tu je i doktorirao u srpnju 1921. godine zahvaljujući tezi o kvantnoj teoriji ioniziranog molekularnog vodika.
Sommerfeld je od Paulija tražio da pregleda teoriju relativnosti za Encyklopaedie der mathematischen Wissenschaften (Enciklopedija matematičkih znanosti). Dva mjeseca nakon doktoriranja, Pauli je završio svoj članak, koji je tada imao 237 stranica. Članak je pohvalio i sam Einstein. Članak je kasnije izdan kao monografija, te se i danas koristi kao vrlo važno štivo o toj temi.
Pauli je godinu dana proveo na Sveučilištu u Göttingenu kao asistent Maxa Borna, a sljedeću je godino boravio na Institutu za teorijsku fiziku u Kopenhagenu, koji je 1965. postao Institut Niels Bohr. Od 1923. do 1928. obnašao je dužnost profesora na Sveučilištu u Hamburgu. Tijekom tog je razdoblja Pauli bio jako važna ličnost za razvoj moderne teorije kvantne mehanike. Najznačajniji doprinosi su mu princip isključenja i teorija o nerelativističkom spinu.
Početkom 1931., nedugo nakon razvoda i predviđanja nove čestice - neutrina, Pauli je doživio težak slom. Ubrzo je potražio pomoć stručnjaka, te se obratio psihijatru Carlu Gustavu Jungu koji je, kao i Pauli, živio u blizini Züricha. Jung je, inače vrsni stručnjak sa svog područja, odmah počeo interpretirati Paulijeve arhetipske snove, te je on postao jedan od Jungovih najboljih učenika. Ubrzo je Pauli počeo znanstveno kritzirati epistemologiju Jungove teorije, što je dovelo do pojašnjenja nekih njegovih misli, ponajviše onih o sinkronicitetu. Velik dio tih rasprava nalazio se u pismima koje su Pauli i Jung izmjenjivali, a danas se može nači i kao zbirka pod naslovom Atom i arhetip. Jungova iscrpna analiza preko 400 Paulijevih snova dokmumentirana je u knjizi Psihologija i alkemija.
Godine 1928., Pauli je postao profesor teorijske fizike na ETH Zürichu gdje je postigao značajan znanstveni napredak. Godine 1931. bio je gostujući profesor na Sveučilištu u Michiganu, a 1935. i na Princetonu. Godine 1931. nagrađen je Lorentzovom medaljom.
Anschluss Austrije 1938. učinio je Paulija njemačkim državljaninom što se pokazalo kao problem nakon izbijanja Drugog svjetskog rata 1939. godine. Pauli se 1940. preselio u SAD gdje je postao profesor na Princetonu. Godine 1946. postao je naturalizirani državljanin SAD-a, no ubrzo se vratio u Zürich gdje je i ostao do kraja života.
Godine 1945., Švedska akademija mu je uručila Nobelovu nagradu za fiziku za njegov "odlučujući doprinos kroz njegovo otkriće novog zakona prirode 1925. godine, principa isključenja ili Paulijevog principa"'. Za nagradu ga je nominirao Albert Einstein.
Godine 1958. Pauli je dobio medalju Max Planck. Iste godine, obolio je od raka gušterače. Kada ga je njegov asistent, Charles Enz, posjetio u njegovoj bolničkoj sobi, Pauli ga je pitao: "Jesi li vidio broj sobe?". Bio je to broj 137. Pauli je tijekom cijelog svog života bio zaokupljen konstantom fine strukture, bezdimenzijskom konstantom koja je iznosila otprilike 1/137. Pauli je umro u toj bolničkoj sobi 15. prosinca 1958. godine.

### Znanstveni rad
Pauli je, tijekom života, uvelike doprinio na području fizike, ponajviše kvantne mehanike. Rijetko je kad objavljivao radove, te je više volio duge korespodencije s kolegama kao što su Niels Bohr ili Werner Heisenberg, s kojima je imao dobre prijateljske veze. Mnoge njegove ideje i rezultati nisu izdavani i mogli su se naći samo u tim pismima, koje su primatelji jako često kopirali i davali drugim znanstvenicima na uvid. Pauli se, izgleda, nije brinuo što velik dio njegovog djela neće biti pripisan njemu.
Pauli je 1924. predložio novi kvantni stupanj slobode (ili kvantni broj) s dvije moguće vrijednosti, kako bi razriješio neujednačenosti između promatranog molekularnog spektra i teorije kvantne mehanike koja se formulirala. Tada je i formulirao slavni Paulijev princip isključenja, možda njegov najznačajniji doprinos fizici, u kojem govori da dva elektrona (u istom atomu) ne mogu imati isto kvantno stanje, odnosno sve kvantne brojeve, uključujući i ovaj novi koji je uveo sam Pauli, jednake u isto vrijeme. Značajan je i po radu na teoriji spina, pojma kojeg je 1925. predložio Ralph Kronig kako bi definirao svojevrsnu rotaciju čestica. George Uhlenbeck i Samuel Goudsmit godinu dana kasije definiraju Paulijev kvantni broj kao elektronski spin.
Godine 1926., nedugo nakon što je Heisenberg izdao matričnu teoriju moderne kvantne mehanike, Pauli ju je iskoristio kako bi derivirao promatrani spektar vodikovog atoma. Ovo saznanje bilo je važno kako bi se potvrdila točnost Heisenbergove teorije.
Pauli je i uveo 2 x 2 Paulijeve matrice kao bazu spinskih operatora, tako riješivši nerelativističku teoriju spina. Za ovo se otkriće smatra da je utjecalo na Paula Diraca prilikom formuliranja Diracove jednadžbe za relativistički elektron, no sam je Dirac govorio kako je i sam u isto vrijeme otkrio ove matrice, bez Paulijevog utjecaja. Dirac je formulirao slične, ali veće (4 x 4) spinske matrice kako bi bolje objasnio njegov relativistički odnos prema fermionskom spinu.
Godine 1930., Pauli je proučavao problem β-raspada. U pismu datiranom 4. prosinca, koje je uputio Lisi Meitner, a šaljivo započeo "Dragi radioaktivni dame i gospodo", predložio je postojanje dotad neotkrivene neutralne čestice iznimno male mase, ne veće od 1 % mase protona, kako bi objasnio kontinuirani spektar β-raspada. Godine 1934., Enrico Fermi je inkorporirao tu česticu, koju je nazvao neutrino, u svoju teoriju β-raspada. Neutrino su eksperimentalno dokazali 1956. godine Frederick Reines i Clyde Cowan, dvije i pol godine prije Paulijeve smrti. Nakon što je primio telegram s vijestima, rekao je: "Hvala na poruci. Tko zna kako čekati, taj i dočeka. Pauli."
Godine 1940., dokazao je teorem o statistici spina, pojavu koja se javlja kao rezultat kvantne teorije polja i govori da su sve čestice s polucijelobrojnim spinom fermioni, a one s cjelobrojnim bozoni.
Godine 1949. izdao je rad o Pauli-Villarsovoj regularizaciji koja daje važnu odredbu za renormalizaciju, odnosno uklanjanje beskonaćnosti iz kvantnih teorija polja.
Zanimljivo je kako je bio i velik kritičar moderne sinteze evolucijske biologije, a pobornici njegovih kritika navode epigenetsko nasljeđe kao dokaz i potvrdu njegovih kritika.

### Karakter i reputacija
Pauli je također slavan po tzv. Paulijevom efektu. Ta bizarna pojava manifestirala se kada bi Pauli bio u blizini izvođenja nekog eksperimenta. Svaki put kada bi se ta situacija dogodila, taj eksperiment ne bi uspio, najčešće zbog nekakvog kvara na instrumentima. Zanimljivo je kako se, ako je vjerovati ovom efektu, nekoliko vrlo skupih instrumenata pokvarilo radi Paulija. Sam Pauli je bio svjestan svoje reputacije i bio bi sretan kad god bi se taj efekt manifestirao.
Po pitanju fizike, Pauli je bio perfekcionist. Ta osobina nije se ograničavala samo na njega, nego i na rad njegovih kolega. Zbog ove je osobine u svijetu fizike postao znan kao "savjest fizike", kritičar na kojeg su svi njegovi kolege mogli računati. Oštro bi kritizirao svaku teoriju koji je smatrao nedokazanom i često bi govorio kako je ona ganz falsch (njemački: potpuno krivo).
No, svoje najžešće kritike ipak je čuvao za teorije i teze tako nejasno prezentirane da su zapravo nemoguće za provjeriti ili dokazati, te time nisu zapravo spadale u podučje znanosti, iako bi izgledalo da jesu. One su bile gore od krivih teorija jer se za njih nije čak moglo dokazati da su krive. Njegov najpoznatiji citat vezan uz jednu ovakvu tezu je: Das ist nicht nur nicht richtig, es ist nicht einmal falsch! (njemački: Ovo ne da nije točno, ovo nije čak ni krivo!)
Jedna anegdota o susretu Paulija i Paula Ehrenfesta, još jednog znamenitog fizičara, govori i o Paulijevoj aroganciji. Njih dvojica su se po prvi puta susreli na jednoj konferenciji. Ehrenfest je, iako ga prije nikada nije sreo, bio upoznat s Paulijevim radom i bio je poprilično impresioniran njime. Nakon nekoliko minuta razgovora, Ehrenfest je rekao: Mislim da mi se više sviđa vaš rad, nego vi., a Pauli je na to spremno odgovorio: Ja mislim da se meni više sviđate vi, nego vaš rad. Nakon ovoga su postali jako dobri prijatelji.
Werner Heisenberg u svojoj knjizi daje malo bolju sliku Paulija u svom članku o Paulu Diracu. Heisenberg se u članku prisjeća prijateljskog razgovora mlađih sudionika Solvayjske konferencije 1927. oko Einsteinovih i Planckovih stavova o religiji. U razgovoru su sudjelovali Pauli, Heisenberg i Dirac. Diracov doprinos razgovoru bila je gorka i jasna kritika političke manipulacije politike, koju je Niels Bohr, kada mu ju je Heisenberg prenio, pohvalio zbog njezine lucidnosti. Između ostalog, Dirac je rekao i ovo:
Heisenberg je prema ovom bio tolerantan, dok je Pauli, nakon nekoliko početnih izjava, šutio. Kada su ga na koncu pitali za mišljenje, rekao je ovako:
Nakon ove izjave uslijedio je glasan smijeh svih sudionika, uključujući i samog Diraca.

### Osobni život
U svibnju 1929., Wolfgang Pauli napušta katoličku crkvu. U prosincu se iste godine ženi Käthe Margarethe Deppner. Brak je bio nesretan i završio je razvodom već 1930. godine. Godine 1934. ponovo se ženi, ovaj put Franzisku Bertram, s kojom također nije imao djece.

## Djela
- Pauli, Wolfgang; Jung, C.G. (1955.) - Interpretacija prirode i psihe; Random House.
- Pauli, Wolfgang (1981.) - Teorija relativnosti; New York: Dover; ISBN 048664152X.
- Pauli, Wolfgang; Jung, C.G. (2001.) - Atom i arhetip - pisma Junga i Paulija, 1932. – 1958.; Princeton, New Jersey

## Vanjske poveznice
- Wolfgang Pauli na NobelPrize.org
- Pauli  Arhivirana inačica izvorne stranice od 30. travnja 2009. (Wayback Machine) na Sveučilištu St. Andrews, Škotska
- Wolfgang Pauli na Nobel-Winners.com
- Wolfgang Pauli, Carl Jung i Marie-Louise von Franz  Arhivirana inačica izvorne stranice od 29. lipnja 2006. (Wayback Machine)
- Fotografije Paulija  Arhivirana inačica izvorne stranice od 28. travnja 2005. (Wayback Machine) na Američkim fizikalnom institutu
- Virtualna izložba  Arhivirana inačica izvorne stranice od 26. veljače 2009. (Wayback Machine)
- Pauli na CERN-ovom serveru dokumenata
- Virtualna izložba  Arhivirana inačica izvorne stranice od 8. prosinca 2006. (Wayback Machine) na ETH-Bibliothek, Zürich